# 庞塞德莱昂 (佛罗里达州)
庞塞德莱昂（英語：Ponce de Leon），是美国佛罗里达州霍爾姆斯縣下属的一座城镇。建立于1963年。面积约为12.8平方公里（约合5平方英里）。根据2010年美国人口普查，该市有人口598人。论人口在本州排行第363。